# Comuna Deikalivka, Zinkiv
Deikalivka (în ucraineană Дейкалівка) este o comună în raionul Zinkiv, regiunea Poltava, Ucraina, formată din satele Deikalivka (reședința), Ișcenkivka, Pidozirka și Pișceanka.

## Demografie
Componența lingvistică a comunei Deikalivka
     Ucraineană (97,81%)
     Rusă (1,56%)
     Alte limbi (0,63%)
Conform recensământului din 2001, majoritatea populației comunei Deikalivka era vorbitoare de ucraineană (97,81%), existând în minoritate și vorbitori de rusă (1,56%).